# Giró-Szász András
Giró-Szász András (Budapest, 1970. január 6. –) magyar politológus, történész. 2011–2014 között kormányszóvivő, 2014 és 2015 között a Miniszterelnökség kormányzati kommunikációért felelős államtitkára, 2015-től 2018-ig a miniszterelnök belpolitikai főtanácsadója volt.

## Pályafutása
1984 és 1988 között a Szent László Gimnáziumban tanult. Az ELTE-n történelem (1991–1996) szakon szerzett diplomát, és elvégezte a Budapesti Közgazdaságtudományi Egyetem politikai szakértői szakát is. Fő kutatási területe a 20–21. századi spanyol belpolitika és közigazgatás, valamint a magyar–spanyol gazdasági és politikai kapcsolatok története volt.
A konzervatív szellemi műhelyként ismert Századvég Alapítványnál 2000-től dolgozott, ahol Stumpf István segítette. Előbb tudományos főmunkatárs, majd oktatási igazgató, 2005-től pedig ügyvezető igazgató.
2005-ben részt vett a fideszes „Polgári kormányzás 2006” stratégia megalkotásában. 2006-ban alapította meg a Strategopolis nevű tanácsadó cégét, amely piaci tevékenysége mellett önkormányzatoknak is dolgozott, s Meggyes Tamás esztergomi és Lázár János hódmezővásárhelyi fideszes polgármestereket is segítette.
Gyakran szerepelt a médiában is. 2004-től rendszeresen publikált a Heti Válaszban és Magyarország politikai évkönyvében. 2005-ig a Hír TV-ben a Politikai Barométer című műsorban Stumpf Istvánnal, majd 2007-ig a Kóczián Péter vezette Visszhang című szombati műsorban Török Gáborral együtt elemezte az adott hét belpolitikai eseményeit. Ezután Törökkel közösen a Magyar Televízió (MTV) választási műsorainak rendszeres szakértői lettek.
2008-ban Almássy Kornél MDF-es politikus tanácsadója volt. 2010-ben Heim Péterrel közösen létrehozta a Századvég Gazdaságkutató Zrt.-t.
2011. szeptember 12-től a második Orbán-kormány szóvivője miniszterelnöki biztosként. Feladata a kormánnyal kapcsolatos belföldi kommunikáció, elsősorban is a kormányzás, az adott döntések logikájának ismertetése, értelmezése. 2011 novemberében eladta cégeiben lévő részesedéseit.
2014 júniusától Kurucz Éva, a Hír TV addigi műsorvezetője váltotta a kormányszóvivői pozícióban.
2014. november 1-től a Miniszterelnökség kormányzati kommunikációért felelős államtitkárává nevezték ki.
2015 októberében lemondott államtitkári tisztségéről. 2015 novemberétől 2018 májusáig a miniszterelnök belpolitikai főtanácsadói pozícióját töltötte be.

## Családi háttere
Nős, felesége Kucsera Olga. Öt gyermeket nevelnek: Gergő (12), Zoé (8), Lola (6), Léna (3), Miksa (1).

## Művei
- A spanyol út Európába. Az Európai Unióhoz való spanyol csatlakozási és integrációs folyamat; Századvég, Bp., 2002 ISBN 9639211370
- Ígéretek sodrásában. A Medgyessy-kormány első éve; szerk. Gazsó Tibor, Giró-Szász András, Stumpf István; Századvég, Bp., 2003
- Egy sikeres néppárt. A spanyol út a hatalomba; Századvég, Bp., 2003 ISBN 9639211656
- Elzálogosított jövő. A Medgyessy-kormány második éve; szerk. Gazsó Tibor, Giró-Szász András, Stumpf István; Századvég, Bp., 2004
- Kettős látás. Giró-Szász András és Török Gábor agendája a Heti válaszban; szerk., interjúk Ablonczy Bálint; Heti Válasz, Bp., 2006 ISBN 9639461210
- Gondolat és erő. A cselekvő állam orbáni modellje; MCC–Tihanyi Alapítvány, Bp., 2019